# Terremoto del modenese del 91 a.C.
Il terremoto del modenese del 91 a.C. fu un evento sismico avvenuto nel territorio modenese dell'anno 91 avanti Cristo.
L'evento è il più antico terremoto noto avvenuto nella Valle Padana: venne infatti raccontato da Plinio il Vecchio e poi ripreso da Giulio Ossequente e Paolo Orosio.
Anche Strabone parla di un forte terremoto avvenuto nel 91 a.C., collocandolo però nei pressi di Reggio Calabria (in greco antico: Ρήγιoν?, Rhegion), anche se è molto verosimile che lo storico greco si sia confuso con Reggio Emilia (Regium Lepidi).

## Sisma

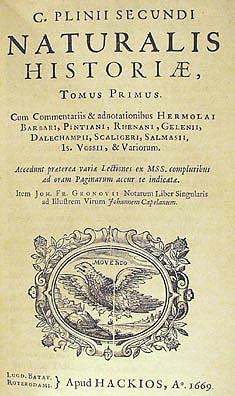
Plinio il Vecchio, Naturalis historia

Plinio il Vecchio racconta nella sua Naturalis historia di aver rinvenuto alcuni documenti etruschi che narravano di un grande terremoto avvenuto nel 91 a.C., ovvero l'anno precedente della prima guerra sociale grazie alla quale gli Italici riuscirono ad ottenere la cittadinanza romana. Per descrivere la gravità del terremoto, Plinio si chiede se esso sia stato più funesto della guerra sociale.

## Resoconti storici
Molti cittadini osservarono dalla via Emilia gli effetti terribili delle scosse telluriche: in particolare, vengono descritte due montagne che si avvicinavano e si allontanavano, mentre un denso fumo e fiamme salivano in cielo. Il terremoto distrusse i paesi vicini all'epicentro, con gran morìa di bestiame.
(Plinio il Vecchio, Naturalis historia, 2.199)
Giulio Ossequente documenta nel suo Libro dei prodigi anche il crollo di parte delle mura di Reggio Emilia e aggiunge che dalla terra si alzò una luce tellurica descritta come un "globo di fuoco di colore dell'oro".
(Giulio Ossequente, Prodigiorum liber, 54)

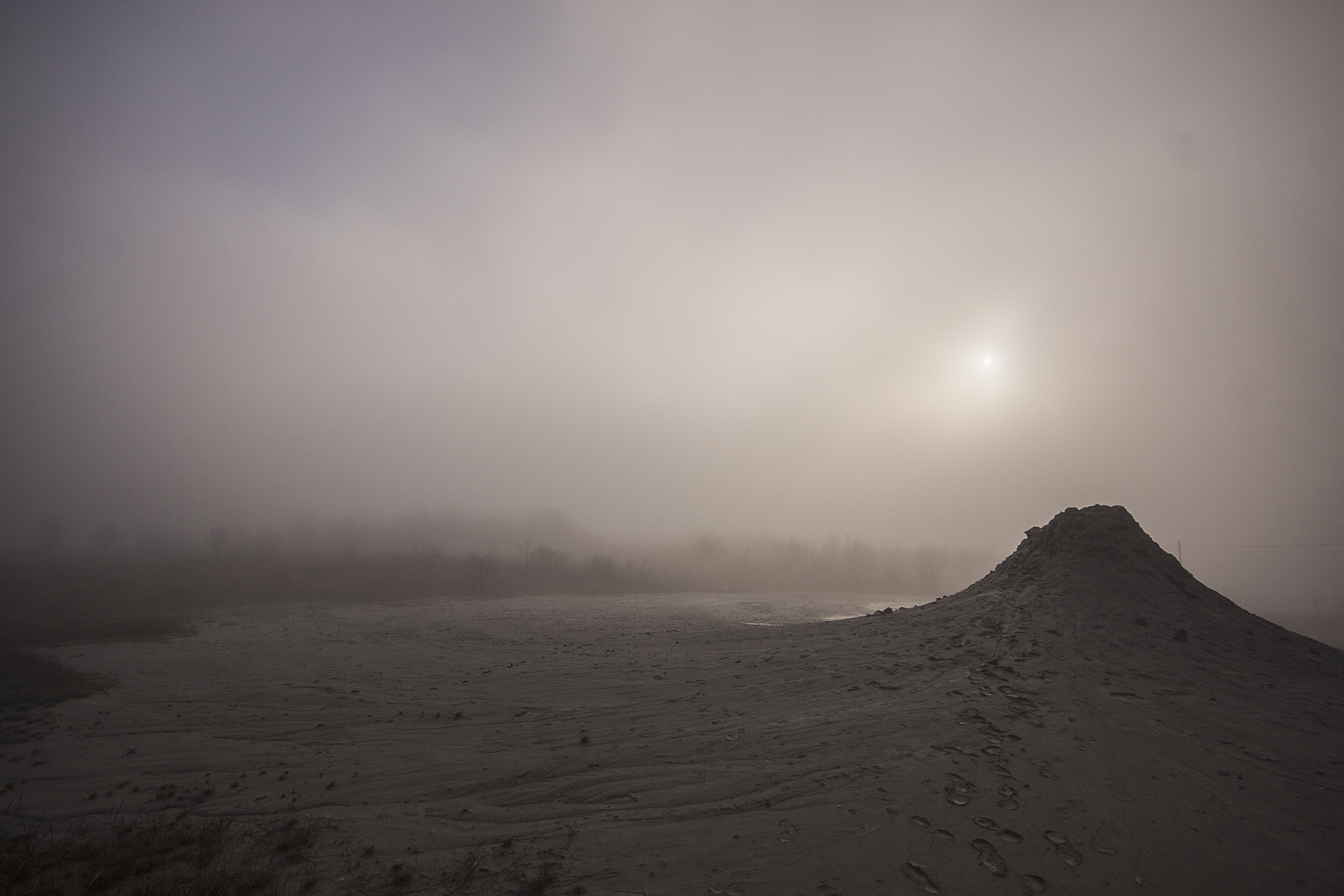
I vulcanetti delle Salse di Nirano nella nebbia

Anche nell'opera Le storie contro i pagani di Orosio si conferma il verificarsi del globo luminoso, osservato da chi viaggiava nella zona in quel momento.
(Paolo Orosio, Historiarum adversus paganos libri septem)

## Sismicità della zona
Il particolare fenomeno descritto è tipico della zona vulcanica nei dintorni di Sassuolo, dove da secoli sono documentate le eruzioni di fango delle Salse di Nirano e della Salsa di Montegibbio, tra cui quelle avvenute nel 1601, 1628, 1684, 1781, 1835 e 2012.
Nel 1836 il naturalista Giovanni de' Brignoli di Brünnhoff descrisse l'eruzione del 4 giugno 1835, accompagnata da una colonna di fumo denso, con dentro fiamme gialle-rosse-azzurrognole, avvenuta vicino a Sassuolo.